# دوايت فيرغسون
دوايت فيرغسون (بالإنجليزية: Dwight Ferguson)‏ هو عداء سريع باهاماسي، ولد في 16 مايو 1970.

## وصلات خارجية
- دوايت فيرغسون على موقع الاتحاد الدولي لألعاب القوى (الإنجليزية)
- دوايت فيرغسون على موقع أوليمبيديا (الإنجليزية)